# Erfgooier
Een erfgooier, tot 1702 gemene lantgoijer, was een van oorsprong uit Gooiland afkomstige mannelijke bewoner die samen met anderen het gebruiks- en beheersrecht (schaarrecht) had over de bebouwbare gronden in Het Gooi. Organisatorisch vormden de erfgooiers een marke, een oude vorm van een boerenzelforganisatie, zoals die ook elders in Europa voorkwam onder vrije boeren.

## Geschiedenis
Aan het eind van de dertiende eeuw kregen de vrije boeren van graaf Floris V de gebruiksrechten over de woeste (onontgonnen) Gooise gronden, bestaande uit heide, bos, en stuifduinen. Een erfgooier mocht de gemeenschappelijke grond gebruiken zodra hij zelfstandig een boerenbedrijf in het Gooi ging uitoefenen, al was hij hierbij wel gebonden aan de regels die het markebestuur stelde. Het uitgebreide eeuwenoude archief van Stad en Lande van Gooiland berust in het Stadsarchief van Naarden.
In de 15e eeuw werd een aantal regels ingesteld. De scharen (het toegestane stuks vee dat op de meenten mocht grazen) kwamen toen onder druk te staan doordat steeds meer mensen in het gebied woonden; onder andere door immigratie uit het Sticht. Hierdoor kwam er te veel vee in het gebied. In de zogenoemde schaarbrieven van 1442 en 1455 werd daarop bepaald dat immigranten geen schaarrecht meer kregen. Ook werden eisen gesteld aan de bezitters: vanaf 1455 moesten zij mannelijk zijn, meerderjarig, woonachtig in het Gooi en (onder andere) veeteelt beoefenen. Aangetrouwde vrouwen uit het Sticht verloren daardoor het recht als ze weduwe werden.
Het collectief gebruiksrecht op Gooise bossen, heide en weiden lag bij de erfgooiers, hoewel de staat formeel eigenaar was. De erfgooiers hadden collectieve rechten verworven op grond van het Saksisch (Germaanse) recht, de staat zijn eigendom op basis van het Nederlands-Romeins recht.
De geschiedenis van de erfgooiers kenmerkt zich door de continue strijd tussen de geletterde betere standen en de ongeletterde Gooise boeren, die daarbij vaak het onderspit dolven. Daarbij werden hun oude rechten onder meer aangetast door de Gooise gemeenten, die vanaf de 16de-17de eeuw behoefte hadden aan grond voor woningbouw, en rijke import-Amsterdammers, die voor hun landgoederen eveneens stukken grond van de erfgooiers wilden afnemen (wat ook vaak lukte). Sinds 2006 wordt in Huizen op iedere eerste dag na Hemelvaart de Erfgooiersdag gehouden, waarbij wordt teruggegrepen naar de geschiedenis van de Gooise erfgooiers.

### Erfgooierswet
In 1836 verwierven de erfgooiers tevens het eigendom van een hoeveelheid grond. In 1903 ontstond er een groot conflict over de rechten van de erfgooiers op het gebruik van de gemeenschappelijke gronden, in dit geval weiden. De gemeenten stelden Meentmeesters aan, die moesten toezien op het gebruik van de weiden. Deze weiden mochten alleen gebruikt worden door boeren uit eenzelfde gemeente, wat tegen de oude rechten en gebruiken van de erfgooiers inging. Het vee was deels gebrandmerkt, zodat te herkennen was welk vee op welke weiden toegelaten zou moeten worden door de meentmeesters, gemeentelijke controleurs van de meenten, de gemeenschappelijke gronden. Tegen 1 mei, de datum waarop traditioneel de koeien naar de algemene weiden (scharende gronden) zouden worden gebracht, ontstond er onrust in met name Laren en Blaricum. Laarder boeren bleken vastbesloten hun vee ook op gronden in de gemeente Blaricum te gaan weiden.

#### Dode
De zaak liep zo hoog op, dat het leger werd ingeschakeld, voor Nederland een unieke situatie. Uit het garnizoen in Naarden kwam een contingent van 57 militairen. Bij de Drift in Blaricum wilden de Laarder boeren een wal van plaggen verwijderen. Een van de twee soldaten daar loste een gericht schot, waardoor de 22-jarige Laarder H. Smit geraakt werd, en enkele uren later stierf (in 1917 werd er een monumentje voor hem opgericht). Het volgende jaar ontstond hetzelfde probleem, maar toen ging erfgooiersleider en agrarisch ondernemer Floris Vos uit Naarden zich ermee bemoeien; hij stuurde een kudde van 1000 koeien op de bewakende marechaussees af. Hij werd gearresteerd en bracht 1 dag in gevangenschap door. Deze zaak werd toen in de landelijke politiek behandeld en leidde tot de aanname van de Erfgooierswet in 1912. Die wet legde de rechten eenduidig vast en garandeerde het gebruik van de gemene gronden en bevatte de unieke bepaling, dat de wet 15 jaar ongewijzigd moest blijven.
In een beschrijving van de erfgooiers stelt Floris Vos in het boek De Nederlandse Volkskarakters dat de Gooiers eeuwenlang vrije mensen zijn geweest, die altijd strijdvaardig moesten zijn om hun rechten te verdedigen, wat hen van de 13de tot in de 20ste eeuw lukte. Volgens dit werk waren de Gooiers sterk bevoordeeld boven hun tijdgenoten. Deze rechten werden door de rechtsgeleerde Hugo de Groot in 1620 in zijn Inleiding tot de Hollandsche rechtgeleerdheid nog eens nadrukkelijk genoemd en erkend. Ze golden overigens niet voor de poorters van Naarden.
Er bleef echter onenigheid tussen de gebruikers en de eigenaar bestaan, zodat de overheid in 1912 het eigendom van de gemene gronden overdeed aan de nieuwe Vereniging Stad en Lande van Gooiland, bij wet voor dit doel opgericht. Als lid van deze vereniging kon de erfgooier zijn land blijven gebruiken.

### Goois Natuurreservaat
Natuurbeschermers vreesden dat in de loop van de tijd de natuurgebieden, waaronder bossen en heidevelden, verkocht zouden worden uit winstbejag, onder meer voor nieuwbouwprojecten, aangezien de Nederlandse economie in de jaren 1920 sterk groeide. De toenmalige voorzitter van de Vereniging tot Behoud van Natuurmonumenten, mr. P.G. van Tienhoven, en de toenmalige commissaris der Koningin, mr. dr. A. baron Röell, namen het initiatief om het natuurgebied van de Vereniging Stad en Lande door aankoop veilig te stellen. Door een samenwerkingsverband van Provincie Noord-Holland, gemeente Amsterdam en de zes Gooise gemeenten, Naarden, Huizen, Bussum, Blaricum, Laren en Hilversum, werd besloten een Stichting Gooisch Natuurreservaat op te richten. De overheid en de Kamer waren bereid de Erfgooierswet aan te passen. Zo kon de Vereniging Stad en Lande een deel van haar bezit afstaan tegen een eenmalige uitkering aan alle deelgerechtigde erfgooiers. In 1933 verkreeg het Gooisch Natuurreservaat zo voor 2 miljoen gulden 1524 hectare bos en heide, en voor 1 miljoen gulden 104 hectare bos van particulieren. De 3000 betrokken erfgooiers ontvingen ieder het voor die tijd aanzienlijke bedrag van fl. 566,-, anno 2012 ongeveer € 4.000.
Dit was overigens geen onverdeeld genoegen voor de vele armere erfgooiers, vooral voor hen die vanwege de economische crisis, na de Beurskrach van 1929, een vaak schamele uitkering van hun gemeente kregen en hun erfgooiersvergoeding daarmee meteen weer kwijtraakten. Dit effect, zo bleek later, was door de gemeenten voorzien en gewenst. Met name Floris Vos heeft zich in de eerste helft van de 20e eeuw met kracht en succes verzet tegen enkele grove aantastingen van de rechten van de erfgooiers.
Het verkopen van de meent en weilanden vond pas plaats na jaren van interne strijd, waarbij de scharende en niet-scharende erfgooiers vaak lijnrecht tegenover elkaar stonden. Scharende erfgooiers waren degenen met een boerenbedrijf, zij wilden de grond niet kwijt. De niet-scharende erfgooiers hadden echter niets aan de grond, zij verkozen geld. Met de verkoop van de meenten kwam er een eind aan een stokoude vorm van gemeenschappelijk gebruik van grond in 1979. Nu zijn daar de woonwijken Hilversumse Meent en Oostermeent gebouwd. Het Mediapark is gevestigd op de plek waar ooit het Gemeenlandshuis, het bureau van de erfgooiers, stond. Met het verdwijnen van de erfgooiers hield de acht eeuwen oude Gooise cultuur op te bestaan.

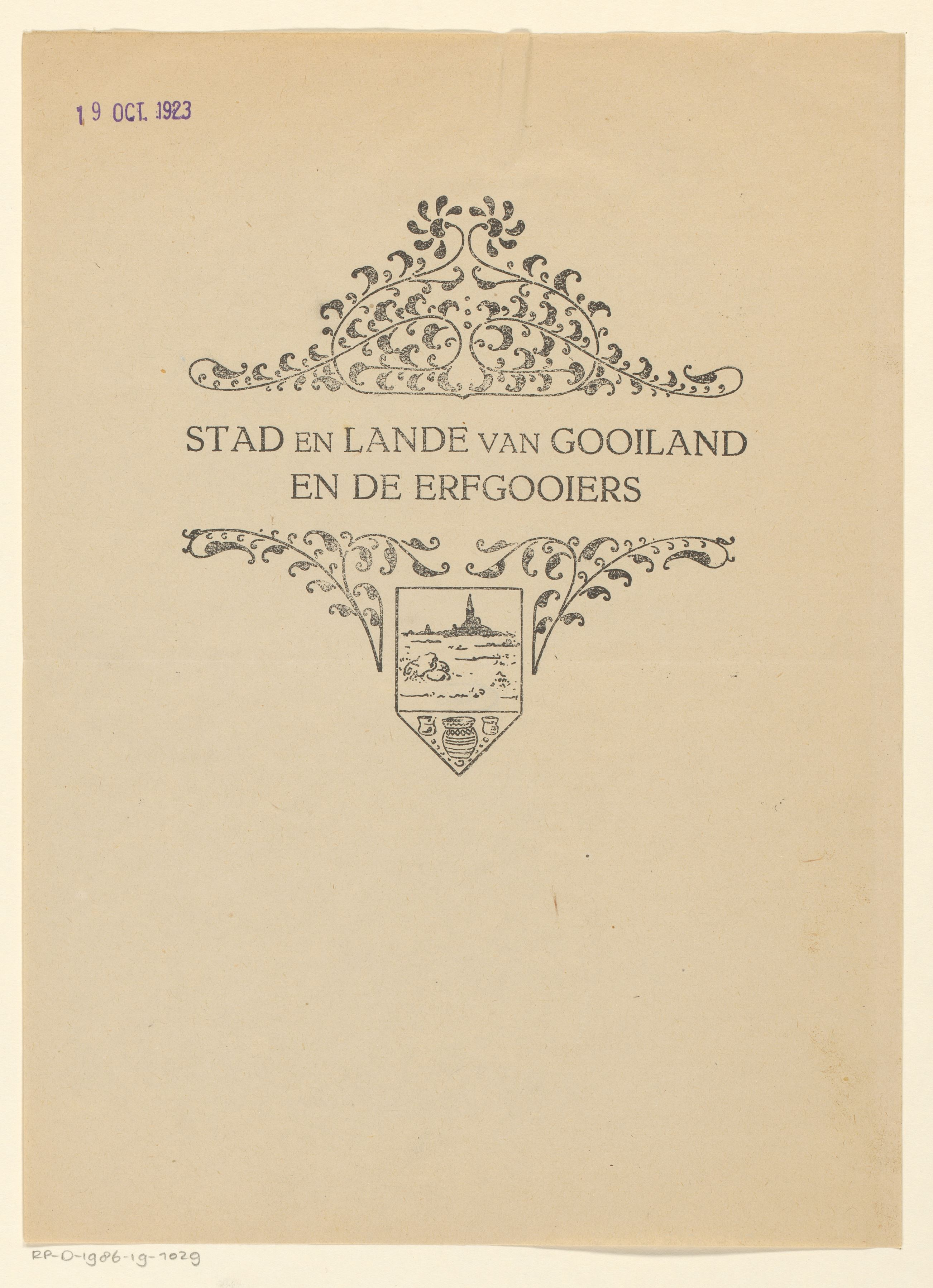
Hoofdstuktitel met ornamenten en vignet, RP-D-1986-19-1029